# 圣旺港畔莱索蒂约
圣旺港畔莱索蒂约（法語：Les Authieux-sur-le-Port-Saint-Ouen，發音：[lez‿otjø syʁ lə pɔʁ sɛ̃t‿wɛ̃]）是法国滨海塞纳省鲁昂区的市镇，面积4.53平方千米，2022年1月1日人口为1,210人。

## 地理
圣旺港畔莱索蒂约（49°20'25"N, 1°8'1"E）面积4.53平方千米，位于法国诺曼底大区滨海塞纳省，该省份为法国北部沿海省份，其西部及北部濒大西洋英吉利海峡，东起顺时针与索姆省、瓦兹省、厄尔省和卡爾瓦多斯省接壤。
与圣旺港畔莱索蒂约接壤的市镇（或旧市镇、城区）包括：伊戈维尔、古伊、索特维尔苏勒瓦勒、图维尔拉里维耶尔、伊马尔。
圣旺港畔莱索蒂约的时区为UTC+01:00、UTC+02:00（夏令时）。

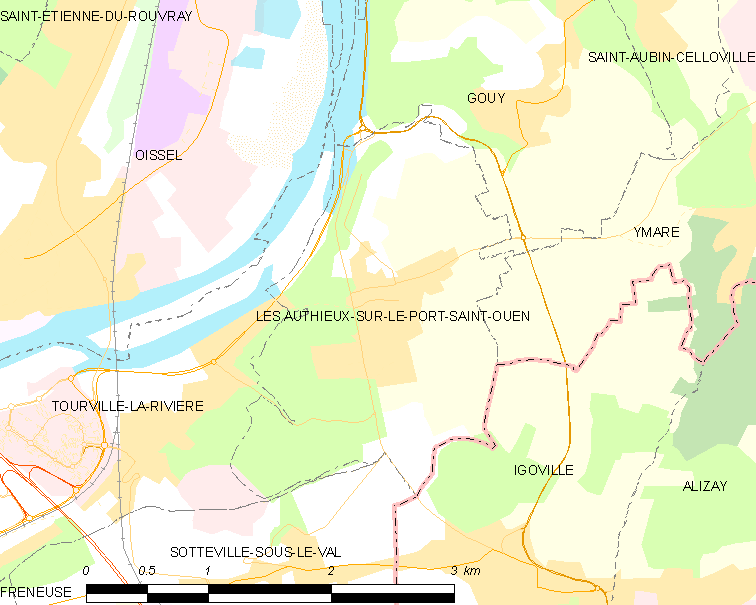
圣旺港畔莱索蒂约的OSM定位图

## 行政
圣旺港畔莱索蒂约的邮政编码为76520，INSEE市镇编码为76039。

## 政治
圣旺港畔莱索蒂约所属的省级选区为达尔内塔勒县。

## 人口

1962-2008年间圣旺港畔莱索蒂约人口变化图示

圣旺港畔莱索蒂约于2022年1月1日时的人口数量为1210人。